# Mongolsparv
Mongolsparv (Emberiza godlewskii) är en asiatisk fågel i familjen fältsparvar inom ordningen tättingar.

## Utseende och läten
Mongolsparven är en 17 centimeter lång fältsparv som mycket liknar sin nära släkting klippsparven (Emberiza cia) med streckad rygg, rostfärgad undersida samt grått huvud med längsgående strimmor. Mongolsparven har dock vita vingband samt strimmorna på huvudet är kastanjefärgade snarare än svarta. 

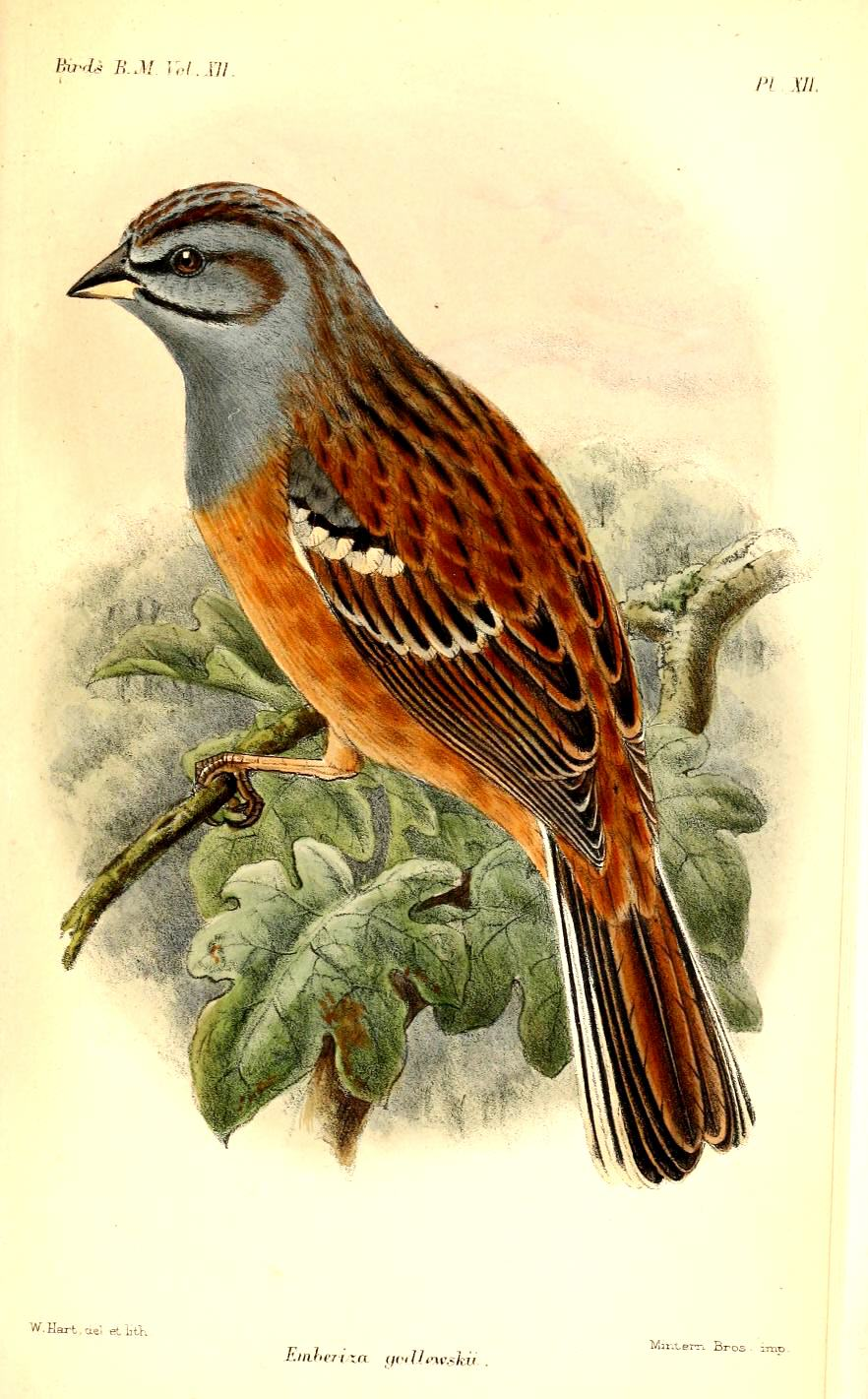

## Utbredning och systematik
Mongolsparv delas in i fem underarter med följande utbredning:
- godlewskii-gruppen
  - Emberiza godlewskii decolorata – västra Kina (foten av västra Tarimbäckenet i Xinjiang)
  - Emberiza godlewskii godlewskii – Mongoliet till nordvästra Kina
  - Emberiza godlewskii omissa – södra Mongoliet till Hubei, Shaanxi och nordvästra Sichuan
- yunnanensis-gruppen
  - Emberiza godlewskii khamensis – Tibet till västra Sichuan och södra Qinghai
  - Emberiza godlewskii yunnanensis – sydöstra Tibet till norra Myanmar, norra Yunnan, nordöstra Sichuan och västra Hubei

Mongolsparven har tidigare behandlats som underart till klippsparven. DNA-studier visar att godlewski-gruppen troligen är närmare släkt med aprikossparven (Emberiza jankowskii) och ängssparven (Emberiza cioides) än med yunnanensis-gruppen. Detta har dock ännu inte lett till några taxonomiska förändringar.

## Levnadssätt
Mongolsparven hittas i buskrika och steniga sluttningar i låga bergsgtrakter, även i raviner och ofta intill skogsområden. Utanför häckningstid lever den mestadels av frön, framför allt gräsfrön, medan den sommartid tar olika sorters ryggradslösa djur. I norra delen av utbredningsområden börjar de flesta häcka från mitten av juni, men vissa inte före slutet av juni.

## Status och hot
Arten har ett stort utbredningsområde och en stor population med stabil utveckling och tros inte vara utsatt för något substantiellt hot. Utifrån dessa kriterier kategoriserar internationella naturvårdsunionen IUCN arten som livskraftig (LC). Världspopulationen har inte uppskattats men den beskrivs som ovanlig till vanlig.

## Namn
Fågelns vetenskapliga artnamn hedrar Wiktor Witold (även känd som Ignacy) Godlewski (1831-1900), polsk bonde och naturforskare som gick i exil till Sibirien.